# Kakars
Als Kakars werden jene fünf Elemente bezeichnet, die ein gläubiger Sikh immer an seinem Körper tragen muss. Sie sind Bestandteil der Sikh-Tracht und werden auch die 5 K’s genannt, da jedes Element in der originalen Punjabi Bezeichnung ein „k“ als Anfangsbuchstaben aufweist.

## Historischer Hintergrund
Der Sikhismus basiert auf dem Leben und den Lehren des Gurus Nanak, der im 15. Jahrhundert die Gemeinschaft der Sikh gründete. Er stammte aus der nordwestindischen Region Punjab und wollte dort zwischen den beiden großen Religionsgemeinschaften Hinduismus und Islam, die sich seit Jahrhunderten feindlich gegenüberstanden, vermitteln. Zu diesem Zweck entwickelte er den Sikhismus, der sowohl hinduistische als auch islamische Elemente enthält und sich als eine friedliche Gemeinschaft von Gläubigen versteht. Unter Guru Gobind Singh entwickelte sich der Sikhismus, nachdem sich schon zuvor militärische Tendenzen abzeichneten, jedoch mit der Gründung der Khalsa als Reaktion auf die Tyrannenherrschaft der Mogulen zu einem kriegerischen Orden. Damit einher ging das von Gobind Singh eingeführte Taufzeremoniell, das Kanda pahul, das die Zugehörigkeit des Einzelnen zu der egalitären Gemeinschaft der Sikh, der Khalsa, einläutete. Um sich deutlich von den Hindus und den Muslimen abzugrenzen, führte Guru Gobind Singh eine für alle gläubigen Sikh gültige Kleiderordnung ein, die die fünf Kakars beinhaltete.

## 5 Ks

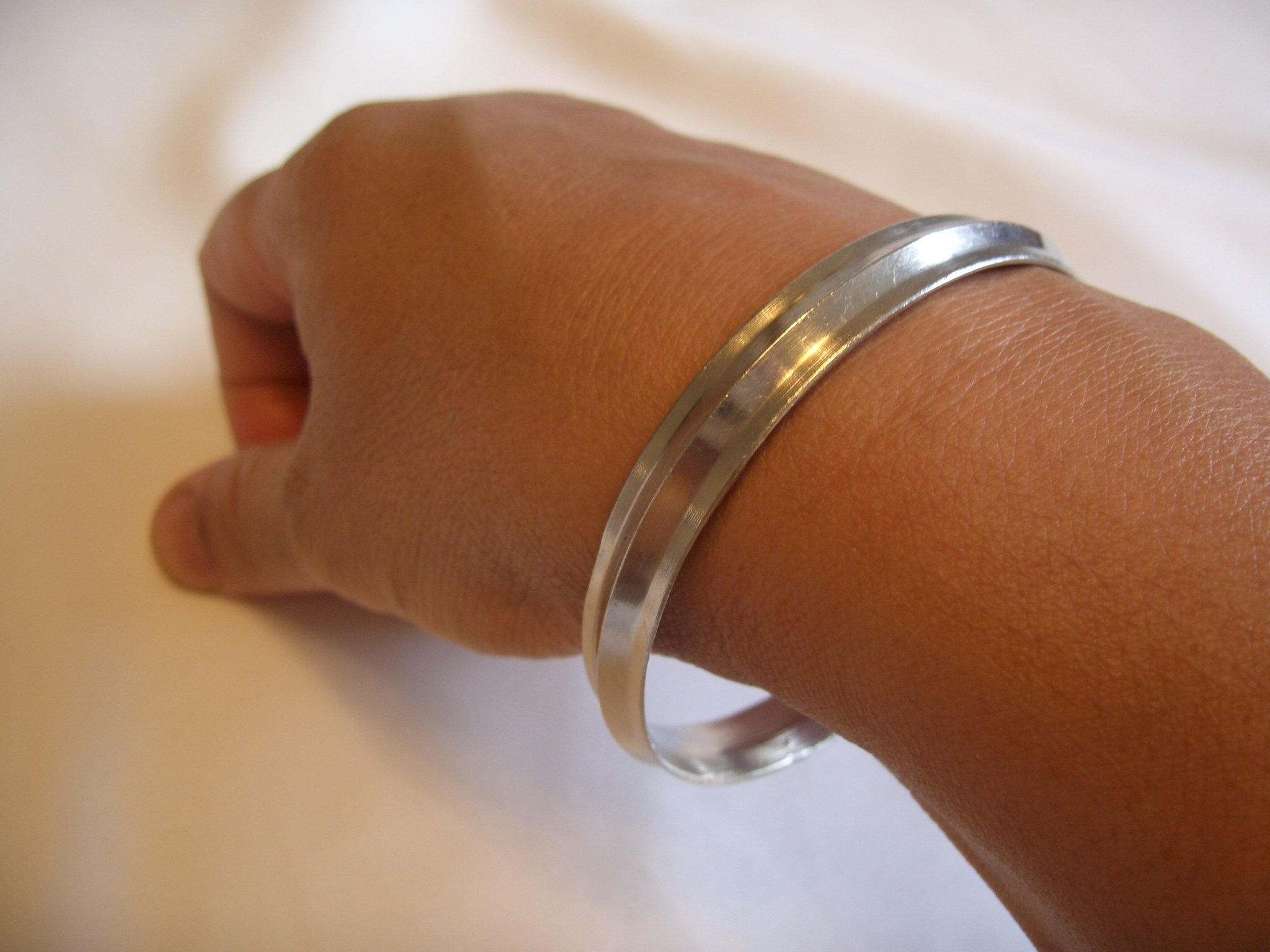
kara, eines der fünf Elemente

Ein gläubiger Sikh soll diese 5 Elemente immer an seinem Körper tragen
1. kesh: langes ungeschnittenes Haar. Ein Sikh darf sich niemals die Kopf- und die Barthaare schneiden, um seine Anerkennung und Verbindung zum natürlichen Gesetz zu verdeutlichen. Dies ist Ausdruck des sikhistischen Ideals der physischen Unversehrtheit des Körpers, das sich auf den Glauben stützt, dass Gott den Körper in perfekter Form geschaffen hat, an dem man möglichst wenig ändern soll.
2. kangha: einen Kamm, der die Haare ansehnlich und zusammen halten soll. Er ist gleichzeitig ein Symbol der Ablehnung des asketischen Lebens, gegen das sich Guru Nanak immer ausgesprochen hatte.
3. kara: einen Eisenarmreif, der den Träger an seine Sterblichkeit und an die Verbundenheit mit dem Kreislauf des Lebens erinnern soll.
4. kirpan: einen Säbel, der das Recht, Waffen zu tragen, symbolisiert und an die moralische Pflicht erinnert, Leben zu schützen. Nicht nur das eigene, sondern auch das derer, die sich selbst nicht beschützen können.
5. kacch oder kachera: eine über dem Knie endende Hose, die an die Notwendigkeit der sexuellen Beherrschtheit erinnern soll.

## Die Kakars als Ausdruck der Sikh-Identität
Vor der Entstehung der Khalsa im 17. Jahrhundert war die Sikh-Identität von den Lehren Guru Nanaks und dem Adi Granth geprägt. Als sich die Gemeinschaft immer mehr zu einem kriegerischen Orden entwickelte, änderte sich auch die Identität der Sikh, die immer mehr zu einer Khalsa-Identität wurde. Sie zeichnet sich vor allem durch Loyalität, Gemeinschaft und gemeinsame Praxis aus. Äußerliche Merkmale dieser Identität sind das besondere Taufzeremoniell und die fünf Kakars. Vor allem das Tragen des kirpan, des Dolches, und der kaccha (oder kachera), der knielangen Hose, zeigt äußerlich, dass die Sikh sich innerlich als militärischer Orden wahrnehmen und dies vor der Außenwelt auch zur Schau stellen wollen.

## Die Kakars heute

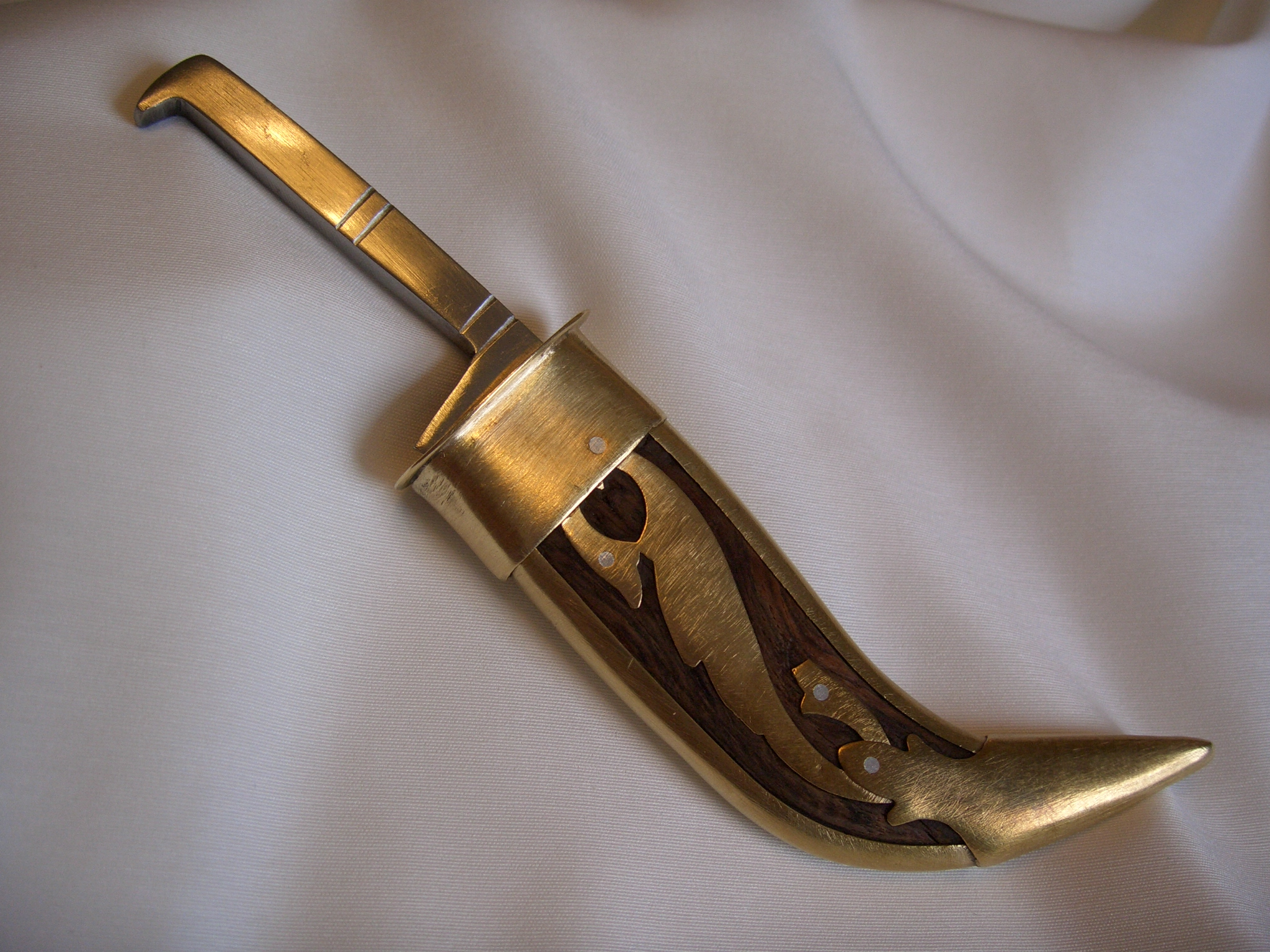
Heute üblicher kirpan in Miniaturformat

Die Vorschrift, die Haare nicht zu schneiden, wird weitestgehend eingehalten. Unter dem Turban eines männlichen Sikh sind meist hüftlange Haare zu finden und auch die Bärte weisen eine imposante Länge auf. Die orthodoxen Sikh werden daher oft keshdari genannt, was so viel wie „jemand, der seine Haare nicht schneidet“ bedeuten soll. Auch das Färben von Haaren ist verboten, da es dem zuvor erwähnten Ideal der physischen Unversehrtheit widerspricht. Einige der Kleidervorschriften wurden im Laufe der Zeit an die Erfordernisse des Alltags angepasst. Der kirpan, der ursprünglich eine echte Waffe war, wird von den meisten Sikh nur noch in Miniaturformat, also lediglich als Symbol, getragen. Die kachera können hingegen problemlos unter den normalen Hosen getragen werden. Religiöse Würdenträger kleiden sich jedoch noch nach Guru Gobind Singhs Vorschriften.
In jüngerer Zeit mahnten Sikh-Fundamentalisten vor der Vernachlässigung des Gebotes. Vor allem in Universitäten des Panjab setzen Fundamentalisten die jungen Studenten hinsichtlich der Kleiderordnung unter Druck.
Der Parteichef der Sikh-Partei Akali Dal, Samranjit Singh, verzichtete auf seinen Platz im Parlament, da er seinen überdimensionalen kirpan nicht ablegen wollte, was wiederum den Sicherheitsbestimmungen widersprach. Guru Gobind Singhs Vorschriften sorgen also bis heute für Aufsehen.